# ブライアン・ベイカー (野球)
ブライアン・スコット・ベイカー（Bryan Scott Baker、1994年12月2日 - ）は、アメリカ合衆国フロリダ州フォートウォルトンビーチ出身のプロ野球選手（投手）。右投右打。MLBのタンパベイ・レイズ所属。

## 経歴

### アマチュア時代
2013年のドラフトでピッツバーグ・パイレーツから40巡目（全体1199位）で指名されたが、契約せずに大学に進学した。
3シーズン大学野球でプレーし、6勝4敗、防御率2.27を記録し、アトランティック・サン・カンファレンスに選ばれた。大学では、通算で14勝10敗、防御率3.67の成績を残した。

### プロ入りとロッキーズ傘下時代
2016年のドラフトでコロラド・ロッキーズから11巡目（全体320位）で指名され、契約した。プロ入り後は、傘下ルーキー級グランドジャンクション・ロッキーズに配属された。
2017年は、傘下A級サウス・アトランティックリーグのアッシュビル・ツーリスツでプレーし、そこでリリーフに転向した。26試合（先発2試合）に登板して、7勝2敗、防御率1.66を記録した。
2018年は、傘下A+級のランカスター・ジェットホークスで開幕を迎えた。

### ブルージェイズ時代
2018年8月14日に呉昇桓とのトレードで、後日発表選手としてトロント・ブルージェイズに移籍した。傘下A+級のダニーデン・ブルージェイズでプレーし、6試合に登板して防御率2.84を記録した。
2019年は、傘下AA級のニューハンプシャー・フィッシャーキャッツで開幕を迎えた後、AAA級のバッファロー・バイソンズに昇格し、1勝1敗、防御率3.68の成績を残した。
2020年は、新型コロナウイルスの影響でマイナーリーグの試合が中止となったため、プレーしなかった。
2021年は、傘下AAA級のバッファロー・バイソンズで開幕を迎えた。9月1日にメジャー昇格を果たし、5日のオークランド・アスレチックス戦でメジャーデビューを果たした。メジャーでの登板はこの1試合のみだったが、AAA級バッファローでは39試合に登板して、6勝1敗11セーブ、防御率1.31という好成績を記録した。

### オリオールズ時代
2021年11月8日にウェイバー公示を経てボルチモア・オリオールズに移籍した。
移籍初年度となった2022年、66試合（先発2試合）に登板して4勝3敗1セーブ3ホールド、防御率3.49、76奪三振の成績を記録した。
2023年は46試合に登板して前年と同じ4勝3敗11ホールド、防御率3.60、51奪三振を記録した。
2024年は19試合に登板して1勝1敗を記録したものの、防御率5.01、23奪三振は1試合しか登板が無かった2021年を除き、共に自己最悪の数字となった。
2025年は後述の移籍前までに42試合に登板して3勝2敗2セーブ10ホールド、防御率3.52、49奪三振を記録した。

### レイズ時代
2025年7月10日にMLBドラフト戦力均衡ラウンドAの指名権とのトレードで、タンパベイ・レイズに移籍した。移籍後、同日にフェンウェイ・パークで行われたボストン・レッドソックス戦に先発登板したタージ・ブラッドリーの後を受けて2番手として登板するも、1イニングを投げて被安打2、3失点の内容で敗戦投手となった。

## 詳細情報

### 年度別投手成績
| 年 度    | 球 団    | 登 板 | 先 発 | 完 投 | 完 封 | 無 四 球 | 勝 利 | 敗 戦 | セ 丨 ブ | ホ 丨 ル ド | 勝 率 | 打 者 | 投 球 回 | 被 安 打 | 被 本 塁 打 | 与 四 球 | 敬 遠 | 与 死 球 | 奪 三 振 | 暴 投 | ボ 丨 ク | 失 点 | 自 責 点 | 防 御 率 | W H I P |
| -------- | -------- | ----- | ----- | ----- | ----- | -------- | ----- | ----- | -------- | ----------- | ----- | ----- | -------- | -------- | ----------- | -------- | ----- | -------- | -------- | ----- | -------- | ----- | -------- | -------- | ------- |
| 2021     | TOR      | 1     | 0     | 0     | 0     | 0        | 0     | 0     | 0        | 0           | ----  | 4     | 1.0      | 1        | 0           | 0        | 0     | 0        | 1        | 2     | 0        | 0     | 0        | 0.00     | 1.00    |
| 2022     | BAL      | 66    | 2     | 0     | 0     | 0        | 4     | 3     | 1        | 9           | .571  | 291   | 69.2     | 60       | 3           | 26       | 1     | 3        | 76       | 2     | 0        | 29    | 27       | 3.49     | 1.23    |
| 2023     | BAL      | 46    | 0     | 0     | 0     | 0        | 4     | 3     | 0        | 11          | .571  | 186   | 45.0     | 33       | 4           | 24       | 2     | 1        | 51       | 3     | 0        | 19    | 18       | 3.60     | 1.27    |
| 2024     | BAL      | 19    | 0     | 0     | 0     | 0        | 1     | 1     | 0        | 3           | .500  | 93    | 23.1     | 20       | 3           | 7        | 0     | 0        | 23       | 0     | 0        | 14    | 13       | 5.01     | 1.16    |
| MLB：4年 | MLB：4年 | 132   | 2     | 0     | 0     | 0        | 9     | 7     | 1        | 23          | .563  | 574   | 139.0    | 114      | 10          | 57       | 3     | 4        | 151      | 7     | 0        | 62    | 58       | 3.76     | 1.23    |

- 2024年度シーズン終了時

### ポストシーズン投手成績
| 年 度     | 球 団     | シ リ ｜ ズ | 登 板 | 先 発 | 勝 利 | 敗 戦 | セ ｜ ブ | 打 者 | 投 球 回 | 被 安 打 | 被 本 塁 打 | 与 四 球 | 敬 遠 | 与 死 球 | 奪 三 振 | 暴 投 | ボ ｜ ク | 失 点 | 自 責 点 | 防 御 率 |
| --------- | --------- | ----------- | ----- | ----- | ----- | ----- | -------- | ----- | -------- | -------- | ----------- | -------- | ----- | -------- | -------- | ----- | -------- | ----- | -------- | -------- |
| 2023      | BAL       | ALDS        | 1     | 0     | 0     | 0     | 0        | 4     | 0.1      | 0        | 0           | 3        | 0     | 0        | 0        | 0     | 0        | 3     | 3        | 81.00    |
| 出場：1回 | 出場：1回 | 出場：1回   | 1     | 0     | 0     | 0     | 0        | 4     | 0.1      | 0        | 0           | 3        | 0     | 0        | 0        | 0     | 0        | 3     | 3        | 81.00    |

- 2024年度シーズン終了時

### 年度別守備成績
| 年 度 | 球 団 | 投手（P） | 投手（P） | 投手（P） | 投手（P） | 投手（P） | 投手（P） |
| 年 度 | 球 団 | 試 合     | 刺 殺     | 補 殺     | 失 策     | 併 殺     | 守 備 率  |
| ----- | ----- | --------- | --------- | --------- | --------- | --------- | --------- |
| 2021  | TOR   | 1         | 0         | 0         | 0         | 0         | ----      |
| 2022  | BAL   | 66        | 2         | 4         | 0         | 0         | 1.000     |
| 2023  | BAL   | 46        | 1         | 1         | 0         | 0         | 1.000     |
| 2024  | BAL   | 19        | 1         | 3         | 0         | 1         | 1.000     |
| MLB   | MLB   | 132       | 4         | 8         | 0         | 1         | 1.000     |

- 2024年度シーズン終了時

### 背番号
- 43（2021年 - 2025年7月8日）
- 47（2025年7月10日 - ）